# زدراوکو چاوداروف
زدراوکو چاوداروف (انگلیسی: Zdravko Chavdarov؛ زادهٔ ۲۴ ژانویهٔ ۱۹۸۱) بازیکن فوتبال اهل بلغارستان است.
از باشگاه‌هایی که در آن بازی کرده است می‌توان به باشگاه فوتبال زسکا صوفیه اشاره کرد.